# 伊拉伊-迪米纳斯
伊拉伊－迪米纳斯是巴西米纳斯吉拉斯州的一个市镇。总面积357.575平方公里，总人口6295人，人口密度17.6人/平方公里。